# Joslin Kamatuka
Joslin Kamatuka (Windhoek, Namibia, 27 de julio de 1991) es un futbolista de Namibia que juega en la posición de centrocampista y que actualmente milita en el Durban City de la Primera División de Sudáfrica.

## Carrera

### Club
| Periodo   | Club                 |
| --------- | -------------------- |
| 2010–2011 | Young Ones FC        |
| 2011–2013 | SK Windhoek          |
| 2013–2016 | African Stars FC     |
| 2016–2018 | United Africa Tigers |
| 2018–2020 | Cape Umoya United    |
| 2021–2022 | Baroka FC            |
| 2022–2023 | African Stars FC     |
| 2023–2024 | Maritzburg United FC |
| 2024-     | Durban City          |

### Selección nacional
Debutó con Namibia el 19 de mayo de 2015 en la victoria por 2-0 ante Mauricio en la Copa COSAFA 2015, y su primer gol internacional lo anotó el 26 de mayo de 2019 en la victoria por 2-1 ante Mozambique en la Copa COSAFA 2019.
Fue convocado para jugar en la Copa Africana de Naciones 2019 donde anotó el único gol de Namibia en el torneo, en la derrota por 1-4 ante Costa de Marfil el 1 de julio de 2019.

## Logros
- Copa de Namibia (2): 2013, 2014